# Claude Brovelli
Pour les articles homonymes, voir Brovelli.
Claude Brovelli est un journaliste, réalisateur et producteur de télévision français.

## Parcours
Claude Brovelli a été correspondant de guerre pour l'AFP (Agence France-Presse), en Afrique et au Vietnam. Il a ensuite présenté les journaux télévisés du soir à l'ORTF sous la direction de la rédactrice en chef Jacqueline Baudrier, d'abord "24 heures sur la Deux" (à 20 heures sur la deuxième chaîne) de septembre 1969 à septembre 1972, puis "24 heures sur la Une" (à 19h45 sur la première chaîne) de septembre 1972 à janvier 1975 après l'éviction de l'équipe de "Information Première" dirigée par Pierre Desgraupes.
Il a été grand reporter, correspondant permanent de TF1 à Rome, où il a « couvert » la disparition et l'élection de trois papes. Il a réalisé de nombreux documentaires à Hollywood, Tahiti… A TF1, il a aussi présenté quelquefois le journal de la mi-journée, notamment en remplacement d'Yves Mourousi.
Responsable de programmes à La Cinquième (France 5), il a produit des films institutionnels et de prestige notamment pour Marithé et François Girbaud, Sylvie Guillem.
Il est le créateur en 2006 du premier journal télévisé sur Internet, pour le Barreau de Paris.